# Nathaniel Parker Willis

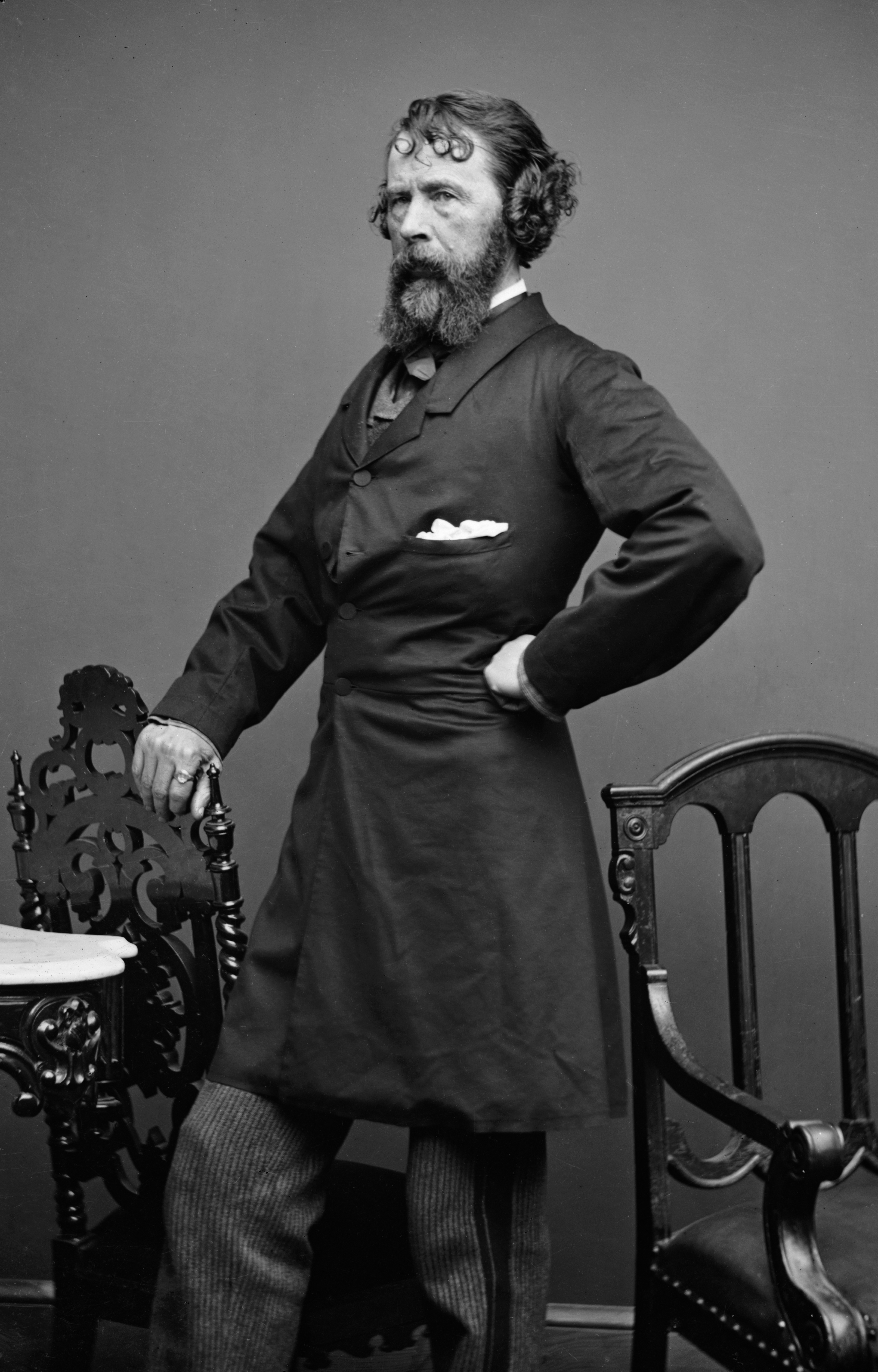
Portret N.P. Willisa (ok. 1850)

Nathaniel Parker Willis (ur. 20 stycznia 1806 w Portland, zm. 20 stycznia 1867) – amerykański pisarz, poeta oraz wydawca. Był najlepiej opłacanym autorem artykułów prasowych tamtych czasów.
Jego bratem był kompozytor Richard Storrs Willis, a siostra Sara pisarką występującą pod przybranym nazwiskiem Fanny Fern.

## Życiorys
Pochodził z rodziny wydawców. Jego dziadek Nathaniel Willis (1755–1831) był magnatem prasowym w Massachusetts i Wirginii, a ojciec, również Nathaniel (1780–1870), założycielem i wydawcą magazynu Youth’s Companion, pierwszego w Stanach Zjednoczonych czasopisma dla dzieci. Willis zaczął interesować się literaturą podczas studiów w Yale. Zaczął wówczas pisywać wiersze. Po ukończeniu studiów pracował jako korespondent zagraniczny tygodnika New York Mirror. Po przeprowadzce do Nowego Jorku jego reputacja jako dobrego pisarza zaczęła rosnąć. Zarabiał wówczas około 100 USD za artykuł i 5000-10 000 rocznie. W roku 1846 zaczął wydawać swoje własne czasopismo, Home Journal, które później otrzymało nazwę Town & Country i jako takie ukazuje się współcześnie. Przez jakiś czas zatrudniał, jako służącą i opiekunkę dzieci, zbiegłą z Karoliny Północnej niewolnicę, a w przyszłości pisarkę Harriet Jacobs. Ostatecznie Willis przeniósł się z rodziną do wiejskiego domu nad rzeką Hudson, gdzie aż do śmierci pędził aktywne pisarsko życie.
Pisarstwo Willisa, szczególnie jego reportaże z podróży zagranicznych, były bardzo osobiste i skierowane bezpośrednio do czytelnika, co przyczyniało się do wzrostu jego popularności. Nieprzychylni, w tym również jego własna siostra w powieści Ruth Hall, zarzucali mu że jest zniewieściały i zeuropeizowany, a Harriet Jacobs (która została wykupionia przez żonę Willisa, gdy właściciele zażądali wydania uciekinierki) uważała go za zwolennika niewolnictwa.
Oprócz powieści i zbiorów reportaży Willis napisał pewną liczbę wierszy, bajek, a także sztukę teatralną. Mimo ogromnej popularności za życia, po śmierci Willis został niemal całkowicie zapomniany.